# Argandoña
Argandoña es un concejo del municipio de Vitoria, en la provincia de Álava, País Vasco (España).

## Toponimia
En el año 1025 en la Reja de San Millán, consta como Argendonia (de *argento-, *arganto-).Otras denominaciones que ha tenido son Arguendonia (1138), Argandoynna (1257), Argandonna (1295), Argandoña (1482). El nombre propuesto por la Real Academia de la Lengua Vasca-Euskaltzaindia en el año 2001 es Argandoña.

## Geografía física
|                      | Norte: Cerio |                   |
| Oeste: Ascarza       |              | Este: Villafranca |
| Suroeste: Aberasturi |              | Sureste: Andollu  |

## Historia
En el siglo X pertenecía a la merindad de Arrazua (Harhazua en la Reja), siendo cedida la aldea a Vitoria en 1332 por el rey Alfonso XI de Castilla.
A mediados del siglo XIX, cuando formaba parte del ayuntamiento de Elorriaga, tenía 51 habitantes. Aparece descrito en el segundo volumen del Diccionario geográfico-estadístico-histórico de España y sus posesiones de Ultramar de Pascual Madoz de la siguiente manera:

ARGANDOÑA (Argendiona): l. en la prov. de Alava, dióc. de Calahorra (19 leg.), vicaria, herm. y part. jud. de Vitoria (1 ½), y ayunt. de Elorriaga (1: V.): sit. en terreno quebrado, pero sano y fértil: la pobl. está dividida en 2 partes ó barrios; en el de abajo se halla la parr. (Sta. Coloma), servida por 2 beneficados que asisten á la ermita (San Miguel) sit. en el barrio de arriba. Confina al N. Matauco, por E. el santuario de Nra. Sra. de Estibariz, al S. Aberasturi y á O. Ascarza. El terreno, fertilizado por 2 arroyuelos, prod. toda clase de cereales, legumbres, hortalizas y alguna fruta: cria ganado, tiene 1 molino harinero: pobl.: 10 vec. y 51 almas.
(Madoz, 1845, p. 543)

Décadas después, ya en el siglo XX, se describe de la siguiente manera en el tomo de la Geografía general del País Vasco-Navarro dedicado a Álava y escrito por Vicente Vera y López:

Argandoña.—Lugar separado de Vitoria 7,170 metros, con 16 viviendas, 15 de dos pisos y 1 deshabitada, poblado por 75 almas de hecho y de derecho, de las que son varones 36 y hembras 39. Su parroquia, de categoría rural de segunda, está dedicada á Santa Columba y la ermita de San Miguel en el caserío que llaman barrio de Arriba, pertenecen al arciprestazgo de Armentia. Carece de escuela pública y los niños asisten á la de Villafranca, distante un kilómetro. Comunica con la capital por la carretera de Vitoria á Estella; situado sobre un terreno quebrado, confina al N. con Matauco, al S. con Aberásturi, al E. con el Santuario de Nuestra Señora de Estíbaliz y al O. con Ascarza; su término, regado por dos arroyuelos, produce cereales, legumbres, hortalizas y frutas; cría también algún ganado de varias clases, que se suele llevar á vender á Vitoria. Su incorporación á Vitoria data del año 1332.
(Vera y López, 1915-1921, p. 329)

## Demografía
En 2018 Argandoña cuenta con una población de 37 habitantes según el Padrón Municipal de habitantes del Ayuntamiento de Vitoria.
| Gráfica de evolución demográfica de Argandoña entre 2000 y 2017 |
|                                                                 |
| [ 8 ]                                                           |

## Cultura

### Patrimonio material
- Iglesia parroquial de Santa Columba.[9] Construida en estilo románico destaca tanto su ábside como las tres arquivoltas de su pórtico, con una buena factura de las tallas.[2]
- Fuente de arriba. Levantada en el año 1981, sustituye a otra anterior dotada además de dos bebederos en eje, uno a cada lado del pilar en que se construía la fuente.[10]
- Fuente de abajo o "vieja". Para el suministro de agua potable a los vecinos de Argandoña, principalmente con anterioridad a la distribución de agua corriente por las viviendas del pueblo.[11]
- Lavadero. Construido en el año 1944 –restaurada en 2021– con la función de poder realizar las tareas del lavado de la ropa en un recinto bajo techo. Se localiza fuera del núcleo de Argandoña, al Este del mismo, en el inicio de la carretera que sube hacia el Santuario de Estíbaliz, a mano derecha una vez atravesado el pueblo.[12]
- Molino. Se encuentra desmantelado.[13]

### Patrimonio inmaterial
- Celebra sus fiestas en septiembre, por Santa Columba.[14]